# Inducción embriológica
En biología del desarrollo, la inducción es el proceso por el que un grupo de células cambia el comportamiento de otro grupo de células adyacentes provocando un cambio en su forma, su tasa mitótica o su destino. La inducción es el mecanismo responsable de la coordinación observada en la construcción de los órganos. 
La inducción requiere dos componentes fundamentales: el inductor y el respondedor. El inductor es el tejido que produce una o varias señales que transforman el comportamiento celular del otro tejido. El respondedor es el tejido inducido.

## Inducción y evolución
Inducción: Proceso por el cual las células de algunos tejidos inician a las células de otros tejidos a que se diferencien, se transformen en otros tipos celulares (también pueden hacer que mueran, adquieran movilidad o cambien la velocidad con la que proliferan). La manifestación de este mecanismo revela tres tipos celulares distintos: uno que se comporta como inductor, otro que inducido y otro que no induce ni deja inducir.
Los cambios en el inductor y el respondedor a lo largo de la evolución biológica pueden alterar el desarrollo de varios modos:
- mediante una transferencia de competencia, lo que explica el fenómeno de la asimilación genética de Waddington, la selección estabilizadora de Schmalhausen y el efecto Baldwin
- mediante un cambio en su tiempo de actuación. Por ejemplo, si los receptores de un factor de crecimiento permanecen activos para más de una división celular, entonces el órgano se agrandaría mucho. Puede que las heterocronías y alometrías se produzcan de este modo.

## Obra referenciada
- Gilbert (2000) Developmental biology, 6.ª ed.

- Datos: Q5915480